# Berberis chilensis
Berberis chilensis és una espècie botànica d'arbust espinós perennifoli que habita el sud de Xile i zones amb serralades del sud de l'Argentina. Berberis chilensis va ser descrita per William Jackson Hooker i publicada a Botanical Miscellany 3: 135. 1833. El nom genèric Berberis és la forma llatinitzada del nom àrab de la fruita. L'epítet «chilensis» fa referència al lloc de procedència, Xile.

## Morfologia
És una planta llenyosa d'uns dos m d'alçada i 1,5 m. de diàmetre. Presenta espines grans tripartides. Les seves fulles són dures, amb la nervadura visible i el feix de color verd brillant, de 12 a 25 mm de longitud i de 5 a 12 mm d'ample. Les fulles són coriàcies, ovalades-allargades i més clares per l'envers. Els marges són dentats i espinosos. Les flors són pentàmeres, de 4 a 5 mm de longitud, de color groc ataronjat i s'agrupen en raïms de 2 a 7 cm de longitud. El fruit és una baia globosa de color negre blavós amb llavors riques en amigdalina, un compost per a dissuadir als herbívors. Al clima temperat plujós del sud de Xile hi floreix durant tota la primavera i part de l'estiu, però produeix pocs fruits a causa de la fragilitat de les seves flors que són arrancades pel vent i la pluja.

## Usos
L'arrel i l'escorça s'usen per a tenyir la llana de color groc. Els seus fruits, semblants als del calafate, són comestibles igual que les seves flors, que tenen un gust àcid. S'usa més com a planta ornamental a Gran Bretanya que a l'Argentina i Xile, però a les seves terres d'origen es reconeix quant atractiu pot resultar el contrast entre les seves flors grogues i el seu fullatge fosc i brillant.